# I've
I've是以日本北海道札幌市為根據地的音樂及歌手團體。
I've這個名字的來源普遍流傳的說法是來自英文的 I Have、I Love、I Live、I Leave。多數的愛好者也同意這一說法。

## 概要
主要為galgame（如無註明則以下所指之遊戲皆屬此類）及電視動畫製作主題歌、背景音樂等工作，其實際業務也包括Trance（迷幻）及Eurobeat（歐陸舞曲）等電子合成音樂的創作，例如為「Dancemania」提樂曲。正因如此，I've其中一個LOGO的下方寫著「LOW TRANCE ASSEMBLY」。
I've（一般稱作I've Sound）的音樂風格以Trance為主，引伸出各種不同的類型，從黑暗的旋律到輕快的舞曲、抒情到電波曲，有著各種多變的音樂風格，尤其在2003年以後更是容易看出。在遊戲的業界中，不論遊戲製作的一方還是玩家都有著很高的評價。而且遊戲多會在包裝上印上I've的標誌以作為賣點。近年I've亦負責動畫的音樂製作，知名度進一步增加。

## 重要歷史
I've的活動開始於1998年，為音樂遊戲及同名音樂CD Dancemania制作歌曲，亦為電腦遊戲提供背景音樂及主題曲。當時並沒有使用I've這個名字。認識的人很少。
I've這個名字是由為1998年秋推出的遊戲製作音樂時開始使用。雖然這是第一次以I've名義負責，但遊戲並沒有如期推出，而且遊戲最後也停止製作。雖然第一次得到這樣的結果，卻因此令I've與Visual Art's結下不解之緣，成為I've以後發展的一個機會。
1999年2月5日，由Visual Art's的子公司（製作小組）ZERO所製作的18禁遊戲正式推出，遊戲中的2首片尾曲「FUCK ME」及以及同一作品的背景音樂均是由I've製作，這是第一款以I've為名正式公開的作品。
1999年6月4日，同樣是Visual Art's的子公司的key推出18禁遊戲《Kanon》，其中的開頭曲「Last regrets」及結局曲由I've負責編曲。遊戲大受歡迎，I've也因此而受到各方玩家的注意，人氣瞬即上升。
1999年12月24日推出首張專輯「regret」。收錄過往的一些於遊戲中使用的作品及原創歌曲。
2002年播放的電視動畫《拜託了☆老師》中，I've負責了主題曲及背景音樂的製作。自此，I've的名字便開始在動畫愛好者間廣為流傳。
2004年4月21日，歌手KOTOKO推出第一張個人專輯「羽 -hane-」並希望以此進入流行音樂的市場。其後其他歌手也陸續開始預備推出第一張個人專輯。2005年，川田真美與島宮榮子、以及MELL（2006年）分別正式以歌手身份發行新碟，詩月香織亦準備於2006年夏天公開第一張專輯。
2005年10月15日、於日本武道館舉行首次演唱會「I'VE in BUDOKAN 2005 ～Open the Birth Gate～」。副題「Open the Birth Gate」意味著I've將從此走進新的階段。
2006年6月23日發行的DVD「I'VE in BUDOKAN 2005 ～Open the Birth Gate～」中，在最末閃過了寫著「2007 SPRING I've in」的畫面，但除此以外並沒有更多的相關的資訊。

## 影響

### 新元素的先鋒
I've在遊戲業界中有著代表性的地位。由於以往遊戲並不常有主題曲，或是不常公開歌手資料，所以當時知名而且有固定活動的歌手寥寥可數，因此I've正好為業界帶來了一個新元素。憑著有組織的歌手及音樂製作人組合為玩家們提供機會去留意歌手的動向，也令主題曲成為現時遊戲的一個賣點及必備元素，遊戲主題曲漸漸地已成為共中一個受評論的地方，不少遊戲音樂愛好者也是這時開始出現的。同類的製作團隊有：energy field、feel sound、elements garden、Angel Note、ave;new等，可惜部份已經結束了公開活動，成員多以個人或同人型式繼續發展，而I've是唯一保存較好的團體。不過近年由於大量的新進歌手出現，I've的人手流失，部份人認為I've的素質已不如以前，支持者正漸漸減少。
作為領導地位的I've於2005年舉行了業界首次的大型演唱會，這意味著遊戲音樂正漸漸正規和公開化，也顯示出這是一個有前景的大市場，同時，近年日本的ACG及萌產品也開始受到各界注目，I've即把握時機把歌手作一番包裝再引入至流行音樂市場，雖然目前成績還未算理想，但因為有以往的支持者作後盾，未來的時間也可能有其他的同業會仿傚。不過，大部份的支持者還是認為沒有這樣的必要，其中一個原因是基於歌手們的本身：差不多大半的歌手都是25歲以上的女性，而且多是只專於唱歌而不會諸如跳舞等技能，對於注重年輕及外表的流行曲樂壇而言，歌手們的吸引力並不突出。

### 遊戲與音樂的失衡
由於絕大部份的遊戲都會把主題曲作為特典一同出售，以往有不少人只為了收集I've的音樂CD而購買遊戲，而遊戲軟件本體則多數都不會使用，大部份收集者都不會把遊戲本體開封，在取出音樂CD以後則以「新古品（即未經開封、新的二手貨）」於網路或其他地方轉售。所以有說主題曲能增加遊戲知名度也僅限於增加銷量，實際上會花時間去玩的人還是沒有增加。對於此，有不少玩家認為這是一種不健康的風氣，因為遊戲制作公司會繼續以同樣手段以增加收入及銷量。無論如何，主題曲已經成為戀愛遊戲的一種不可欠的元素。再者，這些音樂和歌曲的質素亦有一定的水準，網路上亦有不少愛好者簡稱這類歌曲為GGM（Gal Game Music）。對於這一點I've的影響並不是強烈的。

### 普及程度
儘管I've已是業界的代表，甚至進行各種面向大眾的行動，但基於I've的音樂風格有時會被人認為是單純的遊戲音樂，未曾認識ACG文化的人大抵都不會或不能接受它。過於電子化的音樂風格以及大量的後期制作使得從來就非常依賴歌曲所屬的故事作引子的I've音樂更難普及。在日本以外的地方，認識I've的人也有不少，但幾乎初次接觸I've的途徑都是遊戲或動畫的主題曲，尤其是因近年I've主攻動畫市場而更為人所知。與其他同類的音樂組織相比，I've是最為人認識的一個。

## 工作人員

### 主要音樂製作
- 高瀬一矢

I've的代表人物。負責多數很有代表性的樂曲的作曲、編曲，也負責小部份的作詞工作。
- 中澤伴行

I've音樂製作團中最年輕的一人。除了歌曲外也有負責BGM。
- 中坪淳彦※也有以『FISH TONE』名義活動

2000年加入。主要負責Techno風格及重新混音（Remix）。
- C.G mix（G 與 mix 中間沒有標點）

2001年加入。對電波曲及舞曲較得意。
2006年6月也要推出第一張個人專輯。也是I've少數的男歌手。
- 井内舞子※原：羽越実有（うえつ みう）

外部人員。2002年加入。多數負責BGM。（本名是井内舞子）
- wata

外部人員。2002年加入。
除了負責歌曲的作曲及編曲外，也負責背景音樂及結他伴奏、現在已離開I've。

### 其他音樂製作人員（直至2006年2月）
- 一法師康孝

與高瀬一矢同樣是I've的代表人物。是I've的總管理。
- 板垣直基

負責監製、人事及宣傳。
- 阿部洋大

歌手經理人。
- 吉田春彦

歌手經理人。在演唱會中負責鼓手。
- 尾崎武士

吉他手。也是錄音及演唱會的吉他手。
- 辻内富久子

歌手經理人。
- 寺山享史

歌手經理人。
- 小林拡幸

圖像設計及廣告宣傳。

### 所屬事務所
- FUCTORY RECORDS

代表取締役：一法師康孝、高瀬一矢
※上列I've人員中只有高瀬一矢、一法師康孝、中沢伴行、板垣直基、中坪淳彦、C.G mix、ハリー吉田、阿部洋大是FUCTORY RECORDS的所屬人員。其他全部是外部人員。

## 歌手

### 女歌手
- KOTOKO

2000加入。2004年4月推出第一張個人專輯。2011年8月1日宣佈脫離I've。
為不少的歌曲作詞及主唱。也負責一些歌曲的作曲。
- 島宮榮子

1999年加入。2005年4月推出第一張個人專輯。2011年宣布從I've畢業
- MELL

1998年加入。是I've參加最長時間的歌手。2006年推出第一張個人專輯：『MELLSCOPE』。
- 川田麻美

2001年加入。2005年3月推出第一張個人專輯。
- 詩月香織

2002年加入。
- 怜奈-

2004年加入。
- MOMO

2001年加入。2006年4月宣佈從I've畢業。
- SHIHO

2000年加入。2006年3月宣佈引退。
- AKI

1999年加入。2001年表示身體問題而需要休養，現在引退中。
- 桐島愛里

2009年加入。
- 舞崎なみ

2010年加入。
- 朝見凛

2010年加入。

### 組合
除下面所列之組合外，尚有部份事件限定或特殊情況的組合。
- Outer

以KOTOKO為主音的四人迷之組合。以黑暗及硬派（hardcore）的曲風為主。
- Healing leaf

島宮榮子與川田麻美的組合。
- KOTOKO TO AKI

KOTOKO與AKI的組合。隨著AKI引退也停止活動。
- KOTOKO to 詩月香織

KOTOKO與詩月香織的組合，有取代KOTOKO TO AKI的取向。
- I've Special Unit

KOTOKO、島宮榮子、川田麻美、MELL、MOMO、詩月香織、SHIHO的6人組合。最先出現於PV COLLECTION VOL.3中，也在2005年的演唱會中合唱以下2曲。（目前也只有2首公開作品，前者是重製版，後者為2005演唱會原創主題曲）
代表曲「See You ～小さな永遠～」、「Fair Heaven」
- Love Planet Five ~I've special unit~

KOTOKO、島宮榮子、川田麻美、MELL、詩月香織五位I've主要歌姬的组合，因为灼眼的夏娜劇場版而特别组成。目前公开作品仅有一首（包括一个Raven fly版本）。
代表曲（灼眼的夏娜劇場版主题曲，作曲：高瀨一矢、作词：KOTOKO）
- Larval Stage Planning

桐島愛里、舞崎なみ、朝見凛的組合，團隊名字由高瀨一矢命名。

### 客藉歌手
只列出主要人物。『』内為代表曲。
- Lia

『鳥の詩』『Disintegration』『SHIFT～世代の向こう～』『Light colors』
- 彩菜

『Last regrets』『風の辿り着く場所』
- MAKO

『bite on the bullet -under mellow style-』『Never forget this time』
- MARY

『I will…』『Cross talk』
- R.I.E

『季節の雫』
- 松澤由美

『SNOW』『ふたりの足跡』
- 佐藤裕美

『Second Flight』※與KOTOKO的組合

## 音樂作品列表
※由於visualarts發行的專輯多以遊戲或電腦軟件類型出售，因此不容易於大型的CD專賣店找到。另外由於是電腦軟件的關係，絕大多數的CD都不能在海外買到。

### 單曲

#### I've Special Unit
製作公司：I've（FUCTORY Records）
發行公司：visualarts
- Fair Heaven（2005年7月30日）
  - 作詞：高瀬一矢／作曲：高瀬一矢／編曲：高瀬一矢

#### Love Planet Five
發行公司：ジェネオンエンタテインメント
- 天壌を翔る者たち（2007年4月4日）
  - 作詞：KOTOKO／作曲・編曲：高瀬一矢

#### KOTOKO & 佐藤ひろ美（佐藤裕美）
發行公司：lantis
- Second Flight（2003年7月24日）
  - 作詞：KOTOKO／作曲：高瀬一矢／編曲：高瀬一矢・中沢伴行

### GIRLS COMPILATION系列
製作公司：I've（FUCTORY Records）
發行公司：visualarts
- regret（1999年12月24日）
- verge（2000年7月14日）
- disintegration（2002年6月26日）
- LAMENT/OUT FLOW（2003年9月5日）
初回限定盤。LAMENT、OUT FLOW同捆，并附贈DVD『SEE YOU』。
- LAMENT（2003年10月30日）
- OUT FLOW（2003年10月30日）
- COLLECTIVE（2005年9月30日）
- EXTRACT（2010年9月24日）
- G.C.BEST -I've GIRL's COMPILATION BEST-（2012年6月29日）
- LEVEL OCTAVE（2012年8月31日）
- Evidence nine（2014年9月26日）
- The Time ～12 Colors～（2016年1月1日）

### 概念專輯
製作公司：I've（FUCTORY Records）
發行公司：visualarts
- SHORT CIRCUIT（2003年11月27日）
- SHORT CIRCUIT II（2007年6月22日）
- SHORT CIRCUIT III（2010年6月25日）
- オマイラBEST -SHORT CIRCUIT BEST-（2012年6月29日）

### 翻唱專輯
製作公司：I've（FUCTORY Records）
發行公司：visualarts
- TRIBAL LINK（2011年7月29日）

### 混音專輯
發行公司：GENEON ENTERTAINMENT
- master groove circle（2008年9月24日）
- master groove circle2 (2009年12月30日)

### 合輯
發行公司：GENEON ENTERTAINMENT
- I've Sound 10th Anniversary 「Departed to the future」Special CD BOX（2009年3月25日）

### Comic Market販售CD
製作公司：I've（FUCTORY Records）
發行公司：visualarts
Comic Market 59
- Dear Feeling／KOTOKO TO AKI（2000年12月29日）※( )內為演唱者。

収録曲：prime(KOTOKO TO AKI)／Over(AKI)／空より近い夢 Second Track(KOTOKO TO AKI)／明日の向こう(KOTOKO)／prime(inse ver.)／regret spin style（アルバム『regret』のメドレー）／verge spin style（アルバム『verge』のメドレー）
Comic Market 61
- C-LICK／Various Artist（2001年12月29日）※( )內為演唱者。

収録曲：FUCK ME -Radio Activity Mix-(SHIHO)／verge -REVIVE Mix-(島みやえい子)／I pray to stop my cry -Nineball Mix-(MAKO)
- SHIFT -世代の向こう-／Lia（2001年12月29日発売）

収録曲：SHIFT -世代の向こう-／SHIFT -World Wide Mix-／SHIFT -世代の向こう-（カラオケ）
- hitorigoto／KOTOKO（2001年12月29日発売）

収録曲：ひとりごと／疾風雲／ひとりごと（カラオケ）／疾風雲（カラオケ）／ひとりごと（インスト）／疾風雲（インスト）
Comic Market 63
- diRTY GiFT／Various Artist（2002年12月29日）※( )內為演唱者。

収録曲：Overture(I've)／Dirty Boots(Outer)／SWAY(詩月カオリ)／World My Eyes(島みやえい子)／砂漠の雪(MELL)／Disintegration ::Symphony Second movement::(菅井えり)／Last movement(I've)
Comic Market 65
- Ozone／島みやえい子（2003年12月28日）

収録曲：Ozone／銀河の子／十四の月／愛のうた／宇宙の花(e)
Comic Market 67
- Mixed up／Various Artist（2004年12月29日）※( )內為演唱者。

収録曲：砂漠の雪(MELL)／Close to me・・・(怜奈)／同じ空の下で(川田まみ)／philosophy(MOMO)／See You 〜小さな永遠〜(MAKO)／Ever stay snow(SHIHO／砂の城 -The Castleof Sand-(島みやえい子)／涙の誓い -the divine pledge of tears-(KOTOKO)／verge(彩菜)／Cross talk(詩月カオリ)
Comic Market 73
- I've MANIA Tracks Vol.I／Various Artist（2007年12月29日）※( )內為演唱者。

収録曲：Synthetic Organism(Outer)／DROWNING -Ghetto blaster style-(MOMO)／HALLUCINO -Remix-(KOTOKO)／Treating 2U(堤 伊之助)／Time heals all sorrows(KOTOKO)／Lythrum(川田まみ)／L.A.M -laze and meditation- -2001 P.V Long Arrange Mix-(Outer)／sensitive 2001(島みやえい子)／Crossed Destiny(KOTOKO)／philosophy -Proto type Mix-(KOTOKO)／Leave me hell alone(Outer)／Welcome to HEAVEN! -Remix-(C.G mix)／See You 〜小さな永遠〜 -P.V ver.-(I've Special Unit)
Comic Market 75
- The Front Line Covers／Various Artist（2008年12月29日）※( )內為演唱者。

収録曲：RIDE(川田まみ)／DROWNING(島みやえい子)／季節の雫(KOTOKO)／Days of promise(川田まみ)／そよ風の行方(詩月カオリ)／birthday eve(川田まみ)／I Will・・・(島みやえい子)／Two face(MELL)／One small day(詩月カオリ)／Belvedia(KOTOKO)／Disintegration(MELL)／Dream to the new world(詩月カオリ)
Comic Market 77
- I've MANIA Tracks Vol.Ⅱ／Various Artist (2009年12月29日) ※( )內為演唱者。

収録曲：Ha!!!ppiness(Outer)／The Maze(川田まみ)／prime -"thank you"and"from now"-(KOTOKO)／Fortress(島みやえい子)／our youthful days(MELL)／absurd(KOTOKO)／こなたよりかなたまで(MOMO)／YA・KU・SO・KU(KOTOKO)／CAVE(KOTOKO)／砂の風(MELL)／Fatally(KOTOKO)／秋風に君を想ふ(Healing Leaf)／↑青春ロケット↑ -SHORT CIRCUIT Ⅱ EDIT-(KOTOKO to 詩月カオリ)／under the darkness -Remix-(C.G mix)
Comic Market 79
- I've MANIA Tracks Vol.Ⅲ／Various Artist (2010年12月29日) ※( )內為演唱者。

収録曲：Isolation(怜奈)／cross up(KOTOKO)／cross my heart(島みやえい子)／World meets worlds(SHIHO)／cross talk -2006 ver.-(怜奈)／satirize(宮崎麻芽)／恋のマグネット(MOMO)／eclipse -UETSU MIU style-(川田まみ)／loose(KOTOKO)／I pray to stop my cry(KOTOKO)／spillage(MOMO)／悲しみの花 -MELL LIVE IN TOKYO 2010 Mix-(MELL)
Comic Market 80
- OUTER／Outer (2011年8月12日)

収録曲：Ha!!!ppiness -Album ver.-／Synthetic Organism／BARE END／L.A.M -laze and meditation-／Leave me hell alone -Album ver.-／Dirty Boots／easy prey／Bullshit!! Hard problem!!
Comic Market 81
- 時の翼／詩月カオリ (2011年12月29日)

収録曲：時の翼／笑顔のタ・カ・ラ・モ・ノ／星空のセレナーデ
- Got it!! -Extended ver.-／朝見凛 (2011年12月29日)

収録曲：Got it!! -Extended ver.-／Got it!! -English Mix-／Got it!! -Instrumental ver.-
Comic Market 83
- snow flake／MAKO (2012年12月29日)

収録曲：Live Trip／snow flake／Precious／虹／LEVEL OCTAVE -Unplugged Mix-
Comic Market 83
- THIS IS HOW／MAKO (2013年12月29日)

収録曲：Admoniton／Happy Ever After／This is how I fall in love／bite on the bullet -Acoustic ver.-／Happy Ever After -Arrangement of Innocent-
- Hi-Black／柚子乃 (2013年12月29日)

収録曲：Hi-Black／In the mirror／Love me...／モラトリアム・クラスタ／TREASURE DAYS
- I've Piano Pieces「Monochrome Solitude vol.1」 (2013年12月29日) ※ピアノアレンジアルバム

収録曲：FUCK ME／美しく生きたい／季節の雫／Cross talk／Pure Heart ～世界で一番アナタが好き～／Around the mind／uneasy／verge／涙の誓い／To lose in amber／Wing my Way／君よ、優しい風になれ／Disintegration
Comic Market 85
- I've MANIA Tracks NEW WAVE／Various Artist (2014年12月29日) ※( )內為演唱者。

収録曲：One small day -Slap Fruit mix-(北村みのり)／光舞う、いつもの場所で(北村みのり)／The Never Ending Story(marriage blue)／弱くて強い生き物(marriage blue)／DUpliciTY(RINA)／Prism(RINA)
- I've Piano Pieces「Monochrome Solitude vol.2」 (2014年12月29日) ※鋼琴混音專輯

収録曲：Close to me…／Face of Fact／Ever stay snow／遮光／Lupe／Do you know the magic？／Out Flow／Permit／砂の城 -The Castle of Sand-／I pray to stop my cry -little sea style-／SNOW／See You ～小さな永遠～／Imaginary affair

### DVD
製作公司：I've（FUCTORY Records）
發行公司：ビジュアルアーツ
- prime prototype（C59セット）
- I've P.V.Collection Vol.1 L.A.M/Repeat（C61セット）
- I've P.V.Collection Vol.2 疾風雲←HAYATE→GUMO（C63セット）
- I've P.V.Collection Vol.3 SEE YOU〜小さな永遠〜（LAMENT/OUT FLOW に同梱）
- Making of I've IN BUDOKAN（C69セット）
- I'VE in BUDOKAN 2005 〜Open the Birth Gate〜
- I'VE in BUDOKAN 2005 〜COMPLETE EDIT〜

### TRANCE專輯

#### CURE TRANCE系列
發行公司：King Records
- CURE TRANCE Vol.1『Psychedelic』
- CURE TRANCE Vol.2『Psychedelic GOA』
- CURE TRANCE Vol.3『Psychedelic IBIZA』

#### VERVE CIRCLE系列
發行公司：King Records
- beyond the underground groove
- beat spellbound-agitation mix
- electronica-mayhem
- Psychedelic Trance Edition featuring GMS
- Psychedelic Trance Edition -Journey of Space Exploration-
- Psychedelic Trance Edition -Fantastic Planet-
- Psychedelic Trance Edition -Nature & ReNature-
- Best of verve-circle I've found the fountains of paradise
- Best of verve-circle Psychedelic Trance edition

#### TRANCE MAGIC系列
オムニバス参加、發行公司：Colombia
- TRANCE MAGIC Vol.1
- TRANCE MAGIC Vol.2
- TRANCE MAGIC Vol.3

#### 其它
FISH TONE(中坪淳彦)專輯
- FISH TONE
- KING JOE
- noyau
- 2006 SEPTEMBER
- REVIVE
- 2007 SEP
- RIOT OF ELECTRON

HARD STUFF（高瀬一矢と中沢伴行のユニット）
- Luding Out

WORM WORLD(高瀬一矢のI've以前のユニット名）
- EURO1
- EURO2
- EURO3
- EURO4

F.T.K.
- IF YOU WERE HERE - JENNIFER
- IS THIS THE WAY YOU KILL A LOVE - GINA

## 外部連結
- 官方网站（日語）
- I've Search（FAN SITE）（日語）
- I've Sound Explorer（FAN SITE）（页面存档备份，存于）（日語）
- FISH TONE官方網頁（日語）
- 島みやえい子官方網頁（日語）
- KOTOKO官方網頁（日語）
- デジビート（页面存档备份，存于）（FISH TONE, HARD STUFF発売元）（日語）
- Versammeln（页面存档备份，存于）（GIRL's COMPILATION系列発売元）（日語）
- I've的Discogs页面（英文）